# Bodianus eclancheri
Bodianus eclancheri (Valenciennes, 1846) è un pesce di acqua salata appartenente alla famiglia Labridae.

## Distribuzione e habitat
Proviene dall'Ecuador dal Cile e dal Perù; è diffuso anche alle Isole Galapagos, fino a profondità intorno ai 45 m. Nuota in acque fredde, spesso lungo le scogliere e su fondali rocciosi.

## Descrizione
Presenta un corpo compresso lateralmente, alto e non particolarmente allungato. I denti sono grandi e sporgenti. Non supera i 61 cm.
Gli esemplari giovanili hanno una colorazione chiara a righe orizzontali nere, con la pinna caudale nera dal margine arrotondato. Le pinne ventrali hanno una colorazione pallida.
Negli esemplari adulti la testa sviluppa una gobba e la colorazione è molto variabile: ci sono esemplari grigi o giallastri, e non mancano quelli neri e bicolori. La pinna caudale ha il margine seghettato in quanto alcuni raggi sono più allungati di altri. Non è confondibile con altre specie del genere Bodianus.

## Biologia

### Alimentazione
Ha una dieta composta sia da varie specie di invertebrati acquatici che da alghe.

### Riproduzione
È oviparo e la fecondazione è esterna; non ci sono cure nei confronti delle uova, che vengono disperse nell'acqua.

## Conservazione
Questa specie viene pescata per l'acquariofilia, ma questo pericolo non sembra minacciare particolarmente la popolazione della specie e così questa specie viene classificata come "a rischio minimo" (LC) dalla lista rossa IUCN.